# Agustín Urzi
Agustín José Urzi, född 4 maj 2000, är en argentinsk fotbollsspelare som spelar för Banfield.

## Klubbkarriär
Urzi debuterade för Banfield i Primera División de Argentina den 2 december 2018 i en 1–0-förlust mot Argentinos Juniors, där han blev inbytt i den 63:e minuten mot Nicolás Silva.

## Landslagskarriär
I juni 2021 blev Urzi uttagen i Argentinas trupp till olympiska sommarspelen 2020 i Tokyo.